# مونپه

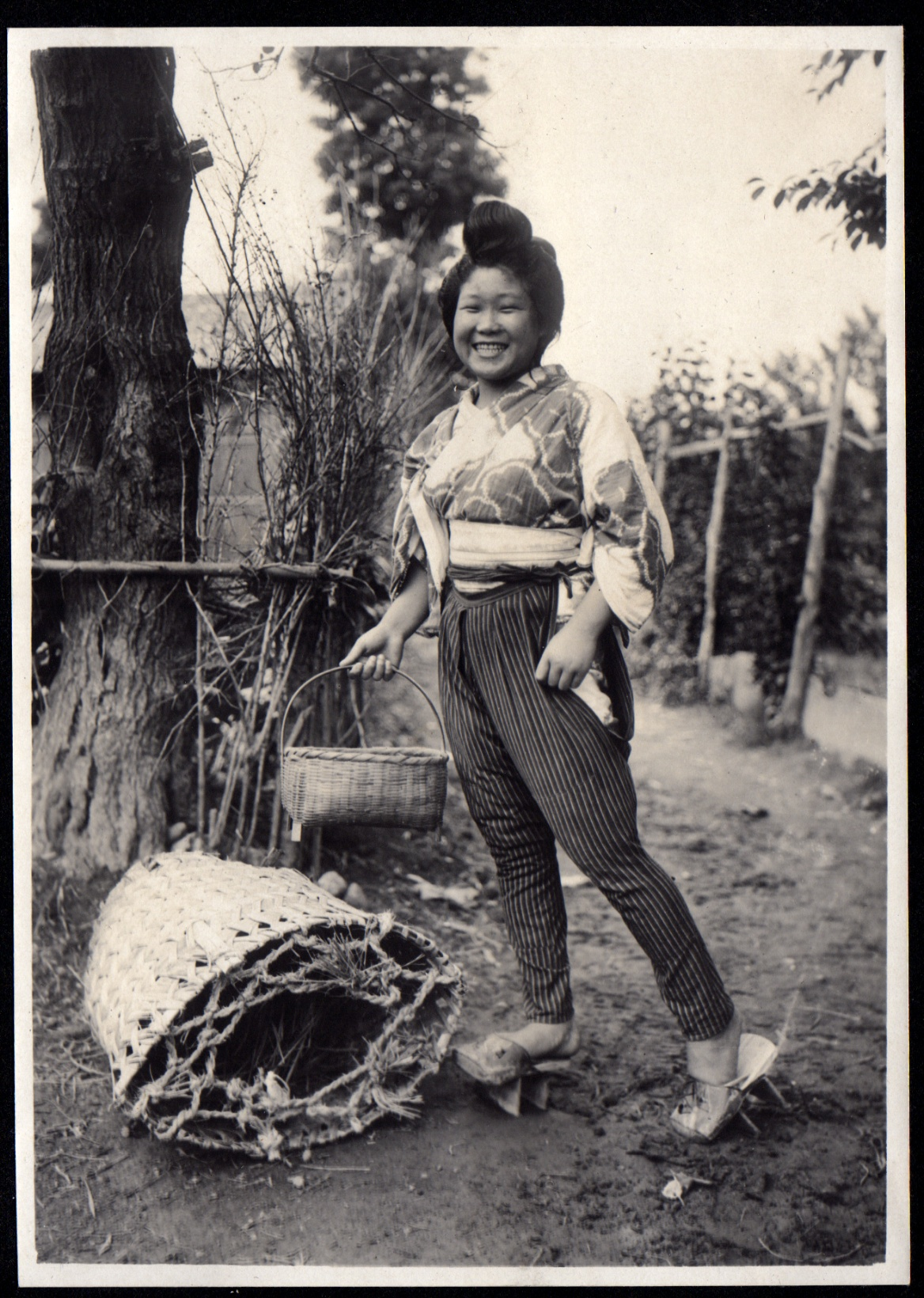
مونپه در سال ۱۹۱۵

مونپه (به ژاپنی: もんぺ) نوعی لباس کار به شکل هاکاما (شلوار سنتی ژاپنی) است. به‌طور کلی نوعی لباس زنانه است و نام آن به منطقه بستگی دارد، مانند 山袴（やまばかま） یاماباکاما، 雪袴、裁着（たっつけ ） تاتسوکه، 軽衫（かるさん） کاروسان، 裾細（すそぼそ） سوسُوباسُو و غیره.
در جنگ جهانی دوم دولت ژاپن جهت آمادگی زنان و سهولت حرکت برای حملات به داخل کشور به زنان شهروند توصیه کرد که از مونپه به جای دامن استفاده کنند و مونپه لباس رایج زنان در دوره پایانی جنگ جهانی دوم بود.